# پیج (آریزونا)
پیج، آریزونا شهری است که در کوکونیو، آریزونا، ایالات متحده آمریکا واقع شده است.این شهر در نزدیکی سد گلن کانیون و دریاچه پاول قرار دارد. بر اساس سرشماری سال ۲۰۰۵ جمعیت این شهر ۶۷۹۴ تخمین زده شده است.